# Живой Журнал
«Живой Журнал», «ЖЖ» (англ. LiveJournal, LJ) — блог-платформа для ведения онлайн-дневников (блогов), а также отдельный персональный блог, размещённый на этой платформе. Предоставляет возможность публиковать свои и комментировать чужие записи, вести коллективные блоги («сообщества»), добавлять в друзья («френдить») других пользователей и следить за их записями в «ленте друзей» («френдленте»). До декабря 2012 года отличался отсутствием обязательной рекламы в бесплатных блогах.
До конца декабря 2016 года «Живой Журнал» подчинялся американским законам, так как его серверы находились в США и система принадлежит американской компании LiveJournal, Inc., но с декабря 2016 года ЖЖ размещён на серверах российской компании «Rambler&Co».
В русском интернете «Живой Журнал», согласно его статистике, имеет значительную посещаемость, фактически функционируя в роли популярной социальной сети. Свои «живые журналы» есть у многих известных в России людей, а также у партий, общественных движений и организаций.
В «Живом Журнале» действует конфликтная комиссия (англ. abuse team). Журналы, в которых выявлены нарушения, замораживаются; в 2009 году после скандала с замораживанием журнала Артемия Лебедева конфликтная комиссия ввела практику замораживания не журнала целиком, а отдельного поста; журналы, удалённые пользователями, через некоторое время полностью удаляются администрацией, после чего их имена поступают в продажу и могут быть куплены любым желающим.
25 ноября 2009 года «Живой Журнал» стал лауреатом конкурса «Премия Рунета» в номинации «Государство и общество».

## Настройки и функции «Живого Журнала»
«Живой Журнал» предлагает пользователям стандартный для блогов набор функций и настроек, расширенный за счёт дополнительных опций.
Среди настроек, функций и опций «Живого Журнала»:
- разные типы записей и возможности их комментирования;
- указание расширенных сведений о пользователе;
- друзья (френды) и лента друзей (френдлента);
- картинки пользователей (юзерпики);
- функции безопасности аккаунта.

## Особые виды блогов

### Сообщества
Сообщества в «Живом Журнале» — это коллективные журналы (блоги), в которых разные пользователи могут писать сообщения по теме сообщества. Создать сообщество может каждый пользователь «Живого Журнала» независимо от уровня аккаунта. Публиковать и комментировать сообщения могут, в зависимости от настроек сообщества, участники, пользователи «Живого Журнала» и анонимы (анонимные комментарии глобально отключены 11 марта 2022 года).
Участники сообщества разделяются по правам на читателей, участников и смотрителей. В модерируемых сообществах отличаются права для читателей, модерируемых участников, немодерируемых участников, модераторов и смотрителей.
- Смотрители могут назначать права доступа, разрешают вступление в сообщество, могут удалять посты (сообщения), удалять или скрывать комментарии к сообщениям.
- 17 февраля 2011 года введён новый тип смотрителей — владелец, который определяется автоматически или выбирается из списка существующих смотрителей. Он не может быть исключён остальными смотрителями, но сам обладает правом исключения других смотрителей. Информация о владельце доступна на странице профиля сообщества. Владелец имеет единоличное право переименовать или удалить сообщество.
- Модераторы в модерируемых сообществах могут одобрять или отклонять сообщения модерируемых участников, добавлять к записям существующие метки, одобрять запросы на вступление в сообщество, скрывать и замораживать комментарии.
- Участники могут писать сообщения в сообщества. В зависимости от уровня участника и настроек сообщества, сообщение может появляться сразу или попадать в очередь модерации.
- Читателями сообщества являются все пользователи «Живого Журнала», которые добавили сообщество «в друзья»[13].

Особенностью сообществ в «Живом Журнале» является то, что никто не имеет технической возможности редактировать сообщения, кроме самого автора сообщений. Как следствие, при необходимости привести сообщение в соответствие правилам, требуется переписка с автором, и публикация сообщения может несколько затянуться, что иногда не очень удобно, но, в целом, помогает дисциплинировать авторов сообщений.

### Транслируемые журналы
В «Живом Журнале» возможна трансляция новостей из RSS-каналов.
«Живой Журнал» поддерживает RSS версий 0.9, 0.91 и 1.0, а также потоки Atom версии выше 0.3. Возможна работа и с другими потоками, но они могут не работать, если не соответствуют одному из этих форматов.
Файл потока не должен превышать размера в 150 Кбайт, для корректной работы с «Живым Журналом» необходима поддержка кодировки UTF-8.
Транслируемые аккаунты отображают на странице, аналогичной «последним записям» обычного аккаунта или сообщества, записи последних двух недель.
Для подписки на RSS-канал необходимо проверить наличие трансляции на странице трансляций, введя её URL в специальную форму внизу страницы. Если трансляция уже есть в «Живом Журнале», зарегистрированному пользователю предложат добавить её в ленту.
Если трансляции ещё не существует, пользователи с «постоянным» или платным аккаунтами могут создать транслируемый аккаунт, введя для него новое имя пользователя.
В транслируемый аккаунт нельзя «залогиниться», его нельзя удалить или переименовать. Эти аккаунты, в отличие от сообществ, не закреплены за каким-то определённым пользователем. URL трансляционного потока можно изменить, обратившись в службу поддержки «Живого Журнала».

### Новостные аккаунты
Новостные аккаунты служат для размещения официальных анонсов от LiveJournal.
Пример новостного аккаунта: ru-news.

## История
Сервис создал американский программист Брэд Фицпатрик — brad. 18 марта 1999 была создана первая запись, а домен LiveJournal.com зарегистрирован 15 апреля 1999. В тот же день, сайт был открыт для всех пользователей.
5 января 2005 года компания Six Apart, производившая программное обеспечение для блогов, приобрела Danga Interactive — управляющую компанию LiveJournal, принадлежавшую Фицпатрику.
3 декабря 2007 года компания Six Apart продала службу компании SUP Media, с октября 2006 года обслуживавшей кириллический сегмент.
20 июля 2010 года начата «чистка» замороженных журналов, в итоге которой планируется удалить вместе с комментариями 2 миллиона журналов. Также введены правила, согласно которым неактивные более двух лет журналы тоже будут подвергать чистке, но внешние комментарии журналов в этом случае удаляться не будут. Отдельно указано, что неактивным будет считаться журнал, в котором не содержится никаких записей (или есть только приветственный пост от администрации ЖЖ), и если под этим именем в течение двух лет никто не «входил» в ЖЖ. В это же время началась продажа замороженных аккаунтов (такая возможность существовала давно, но теперь SUP Media «приложил маркетинговые усилия и обратил внимание людей на эту возможность», в результате чего в июле 2010 были проданы многие известные в прошлом блоги, например, бывший блог Михаила Вербицкого.
26 мая 2016 года руководство «Живого Журнала» объявило о том, что проект ожидают серьёзные изменения. На сайте появился обновлённый дизайн, формат проекта был изменен на медиа, контент который создаётся пользователями.

## Талисман «Живого Журнала»
Талисман «Живого Журнала» — козёл Фрэнк. В 2006 году художник Райан Эстрада начал работу над комиксом о Фрэнке. Комикс публикуется в сообществе frankthecomic.
В 2017 году у ЖЖ появился ещё один талисман — Мистер Капуста.

## Статистика
В этом разделе отображена статистика на основании данных, которые предоставили сами пользователи, а значит, она может незначительно отличаться от реального положения дел.
По данным статистики LiveJournal.com на 5 декабря 2012 года, в «Живом Журнале» было зарегистрировано более 40 млн пользователей, из них 368 805 активных (в то время как на 3 декабря 2005 года число пользователей было 8,9 млн, 6 июля 2007 года — 13 млн). 59,7 % пользователей — женщины. Наиболее распространённый возраст пользователей — 32 года. Десятка стран, где проживает больше всего пользователей «Живого Журнала»:
| №  | Страна         | Пользователей |
| -- | -------------- | ------------- |
| 1  | США            | 5 644 576     |
| 2  | Россия         | 2 611 643     |
| 3  | Великобритания | 565 881       |
| 4  | Канада         | 500 822       |
| 5  | Украина        | 434 428       |
| 6  | Сингапур       | 263 114       |
| 7  | Австралия      | 251 950       |
| 8  | Филиппины      | 191 191       |
| 9  | Индия          | 149 517       |
| 10 | Польша         | 139 816       |

При этом по состоянию на май 2015 года более 50 % посещений ресурса приходится на пользователей из России. На февраль 2020 год этот показатель составил 40,8 %). В рейтинге сайтов Alexa Rank на этот период «Живой Журнал» занимает 385-е место (по России — 31-е).
По состоянию на март 2011 года, в ЖЖ было более 6120 «тысячников», то есть пользователей, которых добавили в друзья 1000 и более пользователей, из них 3 — у которых более 70 тыс. друзей, 3 — более 40 тыс., 15 — более 20 тыс., 40 — более 10 тыс.

## «Живой Журнал» на русском языке
Долгое время первым русскоязычным пользователем считался linker, чей дневник был открыт 27 ноября 1999 года в 03:08:20 и имеет номер 666 в базе данных. Самую первую запись на русском языке в «ЖЖ» оставил at 30 ноября 1999 года.
Среди русских пользователей активно применять сервис 1 февраля 2001 года начал r_l — филолог из Тарту Роман Лейбов, известный своими культурологическими публикациями в Zhurnal.Ru и в «Русском журнале».
Как отмечал РБК daily в декабре 2007 года, «Всемирно известный блог-портал „Живой журнал“ в России вообще стал настоящим феноменом. Из серии личных дневников он превратился в целую социальную и интеллектуальную среду, которая затрагивает очень обширные сферы интересов людей. Кроме того, на данный момент это ещё и одно из самых быстрых и читаемых средств массовой информации. По нашим данным, ежемесячно ЖЖ читают около 9 млн человек при полутора миллионах зарегистрированных пользователей».

### Продажа лицензии на обслуживание пользователей российской фирме «SUP»
В 2006 году американская фирма Six Apart, которой принадлежал «Живой Журнал», заключила контракт с российской фирмой «SUP Media», вследствие чего фирма «SUP» получила лицензию на поддержку русскоязычных пользователей. Контракт распространялся на ту часть LiveJournal, в которой пользуются кириллическими шрифтами — то есть, на часть, в том числе, всех как российских, так и иностранных журналов, в которых есть записи кириллицей. Фирма «SUP» включает в сферу своей деятельности всех пользователей, подтвердивших в настройках своё согласие на использование кириллических сервисов, вследствие чего после логина пользователя в верхней части страницы появляется дополнительное меню с кнопкой LIVEJOURNAL.RU справа.
«SUP» принадлежал Эндрю Полсону (президент и генеральный директор) — американскому предпринимателю, живущему в России — и известному российскому предпринимателю Александру Мамуту. Кроме них, в компании «SUP» также были задействованы Антон Носик (известный также как dolboeb, руководитель службы блогов компании, покинул «SUP» в сентябре 2008 года), Эдуард Шендерович (заведующий стратегическим департаментом, покинул «SUP» в сентябре 2008) и Сергей Комаров (технический директор).
Несмотря на заявления как создателя «Живого Журнала», так и представителей «SUP», некоторые российские пользователи «Живого Журнала» и западные обозреватели отнеслись крайне скептически к этой сделке, и не исключают возможности контроля «Живого Журнала» и его пользователей через «SUP» представителями прочих организаций и правительственных служб РФ, однако никаких доказательств приведено не было. Отказ от услуг «SUP» возможен, для этого нужно снять соответствующую пометку в настройках аккаунта.
Компания «SUP» имеет доступ к паролям части пользователей. Сначала компания существование списка отрицала (на сайте было написано, что хранятся только хеши от паролей), но в августе 2007 года признала после того, как получили распространение задокументированные факты захода сотрудниками «SUP» в «Живой Журнал» под чужими логинами и паролями с IP-адресов, принадлежащих «SUP». Компания принесла извинения и пообещала исправить систему хранения собственно паролей на хранение хеш-функций в ближайшее время.
3 декабря 2007 года компания «SUP» объявила о том, что полностью выкупила у «Six Apart» компанию «LiveJournal, Inc».
В ноябре 2011 года произошла смена руководства Livejournal Russia. Генеральный директор Светлана Иванникова была уволена со своего поста, на её должность был назначен Илья Дронов. На должность медиадиректора приглашён общественный деятель и топ-блогер, известный под ником Dolboeb, Антон Носик. В ноябре 2012 года Антон Носик вновь покинул компанию.

## Санкции против «Живого Журнала»

### Судебные преследования блогеров со стороны государства
В 2007 году блогер из Сыктывкара Савва Терентьев был обвинён в разжигании социальной ненависти к сотрудникам Министерства внутренних дел и осуждён на год условно. Позднее были возбуждены уголовные дела ещё на ряд лиц, которые обвинялись в призывах к осуществлению экстремистской деятельности, клевете и возбуждению межнациональной ненависти.

### Блокировка сайта в Казахстане
«Живой Журнал» блокировался в Казахстане в течение двух лет из-за ЖЖ-блога Рахата Алиева, опального бывшего зятя президента Назарбаева.
1 апреля 2010 года участники казахстанского движения «За свободный Интернет!» подали в суд на провайдеров, блокирующих доступ к «Живому Журналу». В их официальном заявлении говорилось, что из сетей большинства казахстанских провайдеров доступа нет уже 540 дней.
9 ноября 2010 года конфликтная комиссия «Живого Журнала» заблокировала аккаунт Рахата Алиева, а 13 ноября блокировка «Живого Журнала» в Казахстане прекратилась.
19 августа 2011 года официальный доступ к ЖЖ в Казахстане вновь закрыли. Об этом сообщил в своём твиттере министр связи и информации РК Аскар Жумагалиев: «Доступ к данному сайту закрыт решением Сарыаркинского суда города Астаны». Руководитель LiveJournal Russia Светлана Иванникова заявила: «Представители государственных органов Казахстана не обращались к нам с запросами по поводу удаления каких-либо материалов из LiveJournal.com. Решения казахстанского суда не выкладывают в открытый доступ, и, поскольку мы не являемся стороной по делу, сложно дать какие-либо комментарии до тех пор, пока мы не увидим соответствующее решение суда. Причины блокировки сервиса в Казахстане нам неизвестны». А позже суд Казахстана пояснил, что ЖЖ отключили за «пропаганду терроризма и религиозного экстремизма».
11 ноября 2015 года доступ к сайту «Живой Журнал» на территории Казахстана был восстановлен .

### DDoS-атака
«Живой Журнал», начиная с 24 марта 2011 года, практически ежедневно подвергался DDoS-атакам.
25 марта 2011 года платформа подверглась DDoS-атаке, целью которой был блог Алексея Навального.
30 марта 2011 года на серверы «Живого Журнала» осуществлена DDoS-атака, которая вывела сервис из строя на семь часов. Это был самый массированный удар по площадке за всю историю её существования. Администрация сервиса сообщила, что атака велась против одного из пользователей, но отказалась сообщить, против кого именно. Создатели Livejournal предупреждали о неизбежности продолжения атак в ближайшем будущем.
По мнению представителей компании Group IB, специализирующихся на расследовании компьютерных преступлений, мощность атаки составила 20 Гбит/с при пропускной способности «Живого Журнала» в 1,6 Гбит/с.
4 апреля на серверы опять была осуществлена атака продолжительностью почти 10 часов. Эта атака была направлена на отказ канала и сетевого оборудования. По мнению представителей компании SUP Media, цель атаки — уничтожение «Живого Журнала» как дискуссионной площадки. Если первой мишенью для атаки был блог Алексея Навального, то 4 апреля атака была расширена на несколько десятков блогеров-тысячников.
6 апреля «Живой Журнал» снова оказался недоступен. По данным «Радио Маяк», это последствия атаки 5 апреля и 30 марта. По мнению Павла Васильева, технического директора Hosting Community, перебои в работе платформы свидетельствуют о том, что атака на сервис продолжается.
25 июля «Живой Журнал» подвергся ещё более масштабной атаке, в результате чего снова на какое-то время стал недоступен. Атака поразила уже магистральных провайдеров Qwest и Verizon, поставляющих услуги в дата-центр, на котором расположен сервис, не дойдя собственно до него, а потому пострадал и ряд других сайтов.

### Блокировка «за экстремистский контент»
1 февраля 2014 года согласно вступившим в силу поправкам в закон об информации о досудебной блокировке сайтов в пределах 15 минут, «Живой Журнал» был внесён Роскомнадзором в единый реестр противоправной информации для направления на выгрузку операторам связи «за экстремистский контент» на одной из страниц. После удаления администрацией незаконного контента ЖЖ был разблокирован.
С 13 по 15 марта 2014 года «Живой Журнал» в России был недоступен в связи с блокировкой.
10 октября 2024 года заблокирован Министерством информации Республики Беларусь.

## Блокировки пользователей, падение популярности
В январе 2011 года администрация «Живого журнала» заблокировала пользователя MrParker — известного журналиста и писателя Максима Кононенко. Поводом для блокировки послужило размещение в личном блоге нескольких постов, в которых писатель призывал уничтожать бродячих собак.
В октябре 2011 года журналист Тимур Нечаев опубликовал у себя в блоге результаты расследования, которое он провёл. Нечаев сопоставил факты и данные, размещённые в сети Интернет, и пришёл к выводу, что эксперт-психолог Лейла Соколова, по заключению которой юрист Владимир Макаров был приговорён к 13 годам лишения свободы по обвинению в изнасиловании своей дочери, на самом деле является завсегдатаем специфических эротических порталов, где она размещала свои фотографии, демонстрирующие её участие в садомазохистских и лесбийских сценах. Публикация Нечаева вызвала широкий общественный резонанс. После этого, по данным журналиста «Эхо Москвы» Владимира Варфоломеева, блог Нечаева был заблокирован (разблокирован 28.10.2011) администрацией ЖЖ за разглашение личных данных Лейлы Соколовой, взятых им из открытых источников.
В октябре 2011 года в материале газеты «Ведомости» отмечалось падение популярности «Живого журнала». Газета ссылалась на материалы Comscore и отмечала: с января по август 2011 года месячное число уникальных пользователей ЖЖ снизилось на 8,2 миллиона до 27,7 миллиона (−23 %), а российского сегмента — на 2,8 миллиона до 8,6 миллиона (−25 %). По данным TNS Media Research, в российском сегменте снижение было ещё больше: на 3,9 миллиона пользователей (−26 %).